# Vital Roux
Pour les articles homonymes, voir Roux.
Vital Roux (1766 - 1846) est un négociant et juriste français d'origine lyonnaise. Il a notamment participé à la fondation de l'École spéciale de commerce et d'industrie (devenue l'ESCP) et fut régent de la Banque de France.

## Biographie
En 1787, Vital Roux est parmi les membres fondateurs de la Chambre d'assurance contre les incendies, l'une des premières compagnies d'assurance en France.
Vital Roux a largement contribué à l'élaboration du Code de commerce en 1807 et travaillé aux fondements du principe d’autonomie de la législation commerciale par rapport à la législation civile, principe qui a été repris entièrement dans le Code de commerce.
En 1806, il est nommé régent de la Banque de France, tandis que Napoléon lui préfère Louis Charles Thibon au poste de premier sous-gouverneur.
En 1800, il écrivait : 

« Lorsque le commerce ne constituera plus une spéculation sur les débris de la dette publique, lorsque le crédit public ne sera plus soumis à ces variations effrayantes,lorsque les opérations du gouvernement ne seront plus subordonnées aux besoins impérieux du moment. Les négociants qui ont de l’ordre et de l’économie reprendront leur avantage, le commerce sera une science qu’il faudra connaître et la fortune qui fut trop longtemps le prix de l’intrigue deviendra la récompense du travail. C’est alors qu’on s’apercevra du besoin d’être instruit et combien s’est réduit le nombre de bons négociants, les institutions qui peuvent les former deviendront plus nécessaires. »

[réf. nécessaire]
C'est dans l'esprit de ce texte que le 1er octobre 1819, avec Jean-Baptiste Say, il fonde le premier établissement supérieur au monde spécialement destiné à l'enseignement aux techniques du commerce, établissement qui prend le nom d''École spéciale de commerce et d'industrie ; elle deviendra plus tard l'École supérieure de commerce de Paris.
En 1995, un institut de recherche sur l'économie, fondé par l'ESCP, a été nommé Institut Vital Roux en son honneur.